# Fledermausadler
Der Fledermausadler (Macheiramphus alcinus) auch Fledermausaar ist ein Greifvogel aus der Familie der Habichtartigen. Die räumlich stark voneinander getrennten Verbreitungsgebiete umfassen das zentrale und westliche Afrika südlich der Sahara, kleine Bereiche Madagaskars, die Malaiische Halbinsel und große Teile Indonesiens sowie den Südosten Neuguineas. Die Art bewohnt immergrüne tropische Wälder. Die Tiere ernähren sich vorrangig von Fledermäusen und kleinen Vögeln, als einer von nur wenigen Greifvögeln jagt der Fledermausadler nach Einbruch der Dämmerung. Fledermausadler brüten in großen Teilen des Verbreitungsgebietes nicht zu festen Jahreszeiten, die Brutzeit richtet sich weitgehend nach dem Nahrungsangebot.
Der Fledermausadler ist der einzige Vertreter der Gattung Macheiramphus, deren systematische Stellung innerhalb der Habichtartigen lange Zeit unklar war. Die nächsten Verwandten sind nach DNA-Analysen der Würgadler (Morphnus guianensis), die Harpyie (Harpia harpya) und der Papuaadler (Harpyopsis novaeguineae). Der Bestand gilt derzeit als nicht gefährdet.

## Merkmale

### Aussehen und Körperbau
Der Fledermausadler ist ein mittelgroßer Greifvogel mit falkenähnlicher Gestalt, schmalem, kleinem Schnabel, großen Augen, eher kurzem Schwanz und kleinem Kopf. Die Nominatform M. alcinus alcinus zeigt einen geringen reversen Geschlechtsdimorphismus; Weibchen werden im Mittel 6 % größer als Männchen.

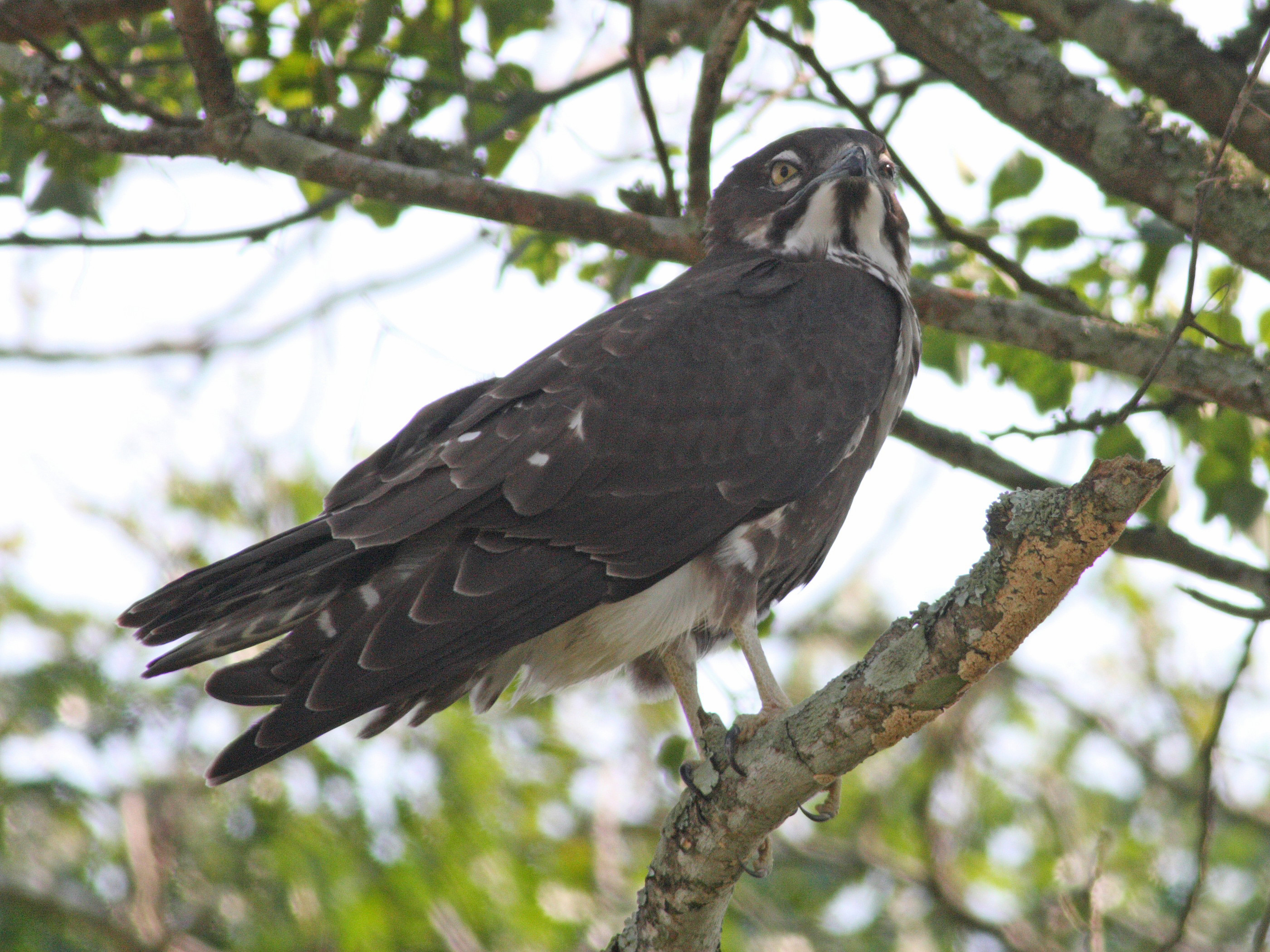
Fledermausadler in Cape Vidal, Nordnatal

Das Gewicht adulter Vögel liegt in der Regel zwischen 600 und 650 g, die Körperlänge zwischen 41 und 51 cm. Die Flügellänge beträgt 371 bis 412 mm und die Flügelspannweite 95–120 cm, während der Schwanz 166–184 mm misst. Auffällig sind die vergleichsweise langen Flügelknochen mit einer mittleren Ellenlänge von 124 mm. Der Schnabel ist nicht besonders kräftig und kurz, von der Wachshaut zum Schnabelfirst ist er nur 16–17 mm lang. Die Art hat trotz des kurzen Schnabels sehr lange Kiefer, der Schnabelwinkel endet hinter den Augen. Das erlaubt es dem Vogel, seine Beute als Ganzes zu verschlingen. Die Augen sind für Greifvögel relativ groß (Durchmesser der Cornea: 16 mm, Durchmesser des Augapfels: 28 mm). Dieser Eindruck verstärkt sich noch durch die Gefiederzeichnung und die Pupillen, die sich bei Dämmerung weiten und die gelbe Iris fast vollständig verschwinden lassen. Der Tarsometatarsus hat eine Länge von 58 bis 64 mm, die mittlere Zehe inklusive der Kralle misst 55–58 mm.
Auffällig sind der Schopf am Hinterkopf und die weißen Augenränder. Die gesamte Oberseite ist schwarz oder dunkelbraun. Dunkle Bänderungen zeichnen sich mangels Kontrast meist nur sehr undeutlich ab. An der Kehle weist das Gefieder in der Regel einen weißen Fleck auf, der durch einen schmalen schwarzen Streifen in der Mitte geteilt wird. Bauch und Brust sind variabel gezeichnet: Einige Vögel haben auch dort weiße Flecken, bei anderen sind sie gänzlich weiß und braun gesprenkelt. Die Wachshaut adulter Vögel ist graublau, die Beine sind bläulich weiß.
Juvenile und immature Vögel zeigen eine ähnliche Gefiederzeichnung wie adulte Vögel, ihr Federkleid weist jedoch mehr Weißanteile auf der Unterseite auf. Auch besitzen sie ein Brustband aus braunen Sprenkeln, das sie von ausgefärbten Vögeln unterscheidet. Auf den im Vergleich zu Altvögeln eher grauen Steuerfedern und Handschwingen zeichnet sich deutlicher eine schwarze Bänderung ab. Die Iris ist bei Jungvögeln zunächst braun, bevor sie nach und nach ins Gelbe umfärbt.

### Flugbild
Im Flugbild ähnelt der Fledermausadler mittelgroßen Falken: Er segelt auf langen, breiten Flügeln, jedoch mit leicht abgerundeten Spitzen und einem deutlich abgeknickten Handgelenk, dessen hervorstehende Handwurzel gut sichtbar ist. Die Spannweite macht im Flug etwa das 2,3-Fache der Körperlänge aus. Der rechteckige, eher kurze Schwanz und auch der schlanke Kopf, die großen Augen und der kleine Schnabel heben den Fledermausadler von im Flug sehr ähnlichen Falken ab. Dennoch kann es bei schlechten Lichtverhältnissen zu Verwechslungen mit einigen Falkenarten kommen, etwa mit der dunklen Morphe des Eleonorenfalken (Falco eleonorae) und dem Schieferfalken (Falco concolor), die während der Wintermonate und der Zugzeit in Afrika vorkommen, aber nicht die Größe des Fledermausadlers erreichen.
Der deutlichste Unterschied zeigt sich beim Flugverhalten: Der Fledermausadler hat einen langsamen, trägen Flügelschlag, der bedächtiger und tiefer ausfällt als bei den meisten Falken. Nur gelegentlich wird dieser Flug von schnellen, kräftigen Flügelschlägen unterbrochen, wenn der Fledermausadler auf Beute zustößt.

### Lautäußerungen
Abseits des Brutplatzes ist die Art weitgehend stumm. Der Warnruf, ein schwaches kek-kek-kek …, erinnert an Falken. Davon abgesehen sind die Rufe eher leise und während des Balzfluges oder bei Brutpaaren in der Abenddämmerung zu hören. Dabei handelt es sich um ein hohes kwik-kwik-kwik-kwik oder ein schnelles, höheres kwiep des Männchens, das besonders kurz vor Jagdbeginn geäußert wird. Daneben existieren noch ein weicher, melodiöser Tschuk-tschik-tschuk-Ruf und ein weiches wuut-wuut-wuut. Letzterem ähnelt ein kurzes quit beziehungsweise qwhuit, dessen erster Teil pfeifend und dessen zweiter Teil ansteigend ist. Der Fledermausadler droht damit potentiellen Nesträubern oder hassenden Vögeln.
Der Einstufung des Fledermausadlers als insgesamt wenig lautfreudigen Vogel widersprechen Beobachtungen aus Neuguinea, wo von ruffreudigen Fledermausadlern berichtet wird. Dabei riefen die Vögel vor allem in der Morgendämmerung, am späten Nachmittag und während der Balz mit einer Serie von fünf kie-Rufen, ähnlich denen anderer Habichtartigen.

## Verbreitung und Wanderungen

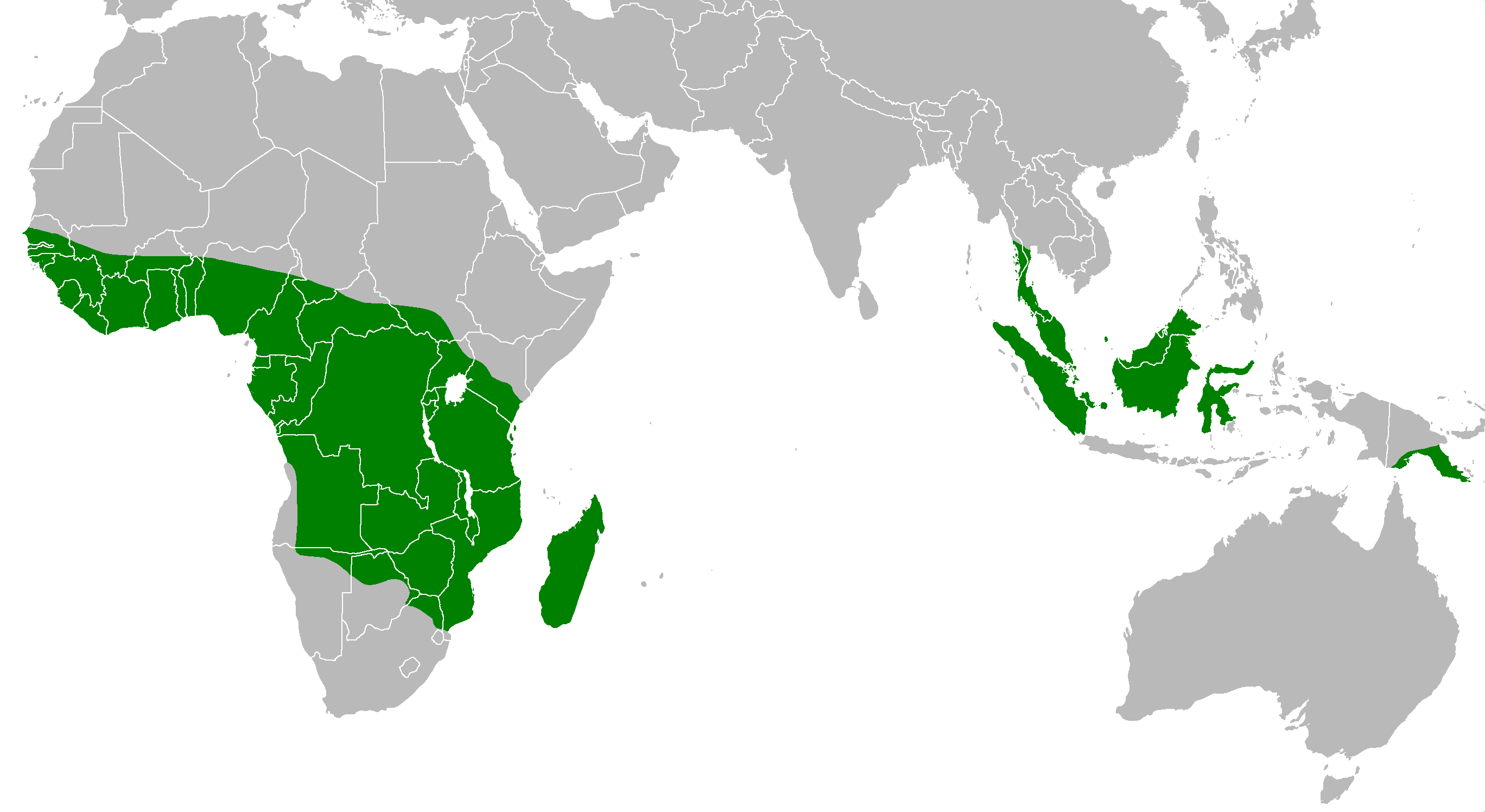
Das Verbreitungsgebiet des Fledermausadlers erstreckt sich über Subsahara-Afrika, Südostasien und Neuguinea

Das stark disjunkte Verbreitungsgebiet umfasst das zentrale und westliche Afrika südlich der Sahara, kleine Bereiche Madagaskars, die Malaiische Halbinsel und große Teile Indonesiens sowie den Südosten Neuguineas. In Afrika südlich der Sahara bestehen Verbreitungslücken vor allem in trockenen Gebieten, dem Horn von Afrika sowie im südlichen Namibia, Botswana und Südafrika. In Madagaskar beschränkt sich die Verbreitung auf wenige, kleinräumige Gebiete in Küstennähe. In Südostasien ist die Art auf der gesamten malaiischen Halbinsel sowie Sumatra, Bangka, Natuna und Sulawesi heimisch, wobei unklar ist, ob die letztere Insel zum Brutgebiet gehört; auf Borneo fehlt er im Inselinneren und im Nordwesten.
Das neuguineische Verbreitungsgebiet umfasst lediglich einen Teil des Owen-Stanley-Gebirges im Südosten der Insel. Im Norden wird es vom Flusslauf des Kumusi begrenzt, im Süden reicht es bis Port Moresby.
Generell gilt der Fledermausadler in seinem Verbreitungsgebiet als Standvogel. Größere Individuenzahlen im südwestlichen Madagaskar im Südwinter und Sichtungen einzelner Vögel außerhalb des Verbreitungsgebiets im südlichen und östlichen Afrika werden jedoch als Hinweise auf ein gewisses Zugverhalten gedeutet. Festgestellt wurden zudem Abwanderungen aus höheren Lagen in Täler und ins nahegelegene Tiefland, die offenbar mit vergleichbaren Wanderungsbewegungen von Fledermäusen korrespondieren.

## Lebensraum

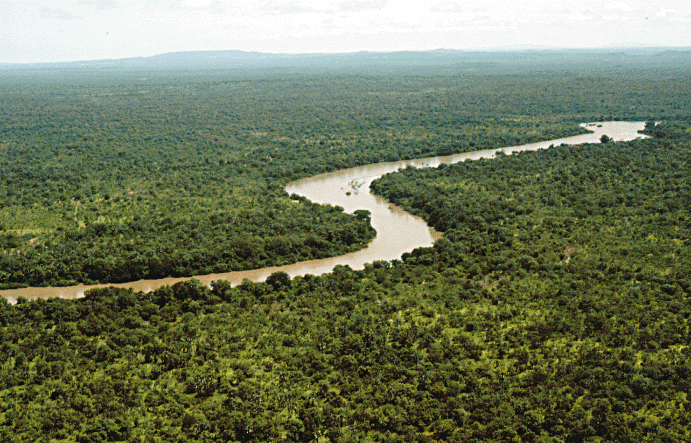
Bewaldete Flusslandschaften bilden einen bevorzugten Lebensraum des Fledermausadlers, hier der Gambia im Niokolo-Koba National Park

Der Fledermausadler ist als Baumbrüter auf einen für die Brut geeigneten Baumbestand angewiesen. Gleichzeitig benötigt er für die Jagd aber auch ausreichend große Freiflächen, die ihm das Manövrieren im Flug ermöglichen. Ein dritter Standortfaktor sind Fledermausquartiere und -jagdplätze in nicht zu weiter Entfernung.
Das Spektrum der besiedelten Habitate umfasst vorwiegend feuchte, im Tiefland gelegene Waldränder, Flusstäler oder mit Bäumen durchsetztes Hügelland. Eher selten ist der Fledermausadler in trockenem Buschland anzutreffen. Die Art ist offenbar tolerant gegenüber Eingriffen in ihren Lebensraum: Auch Rodungsinseln, stark aufgelichteter Wald, Kultur- und sogar urbane Landschaften wie Dorfplätze mit Baumbewuchs, städtische Parks, Baumbestände entlang von Bahngleisen oder Vorortsiedlungen werden besiedelt.
Als Jagdreviere dienten ursprünglich vor allem Gewässer, über denen sich in der Dämmerung verstärkt Insekten und damit auch Fledermäuse sammeln. Aus diesem Grund werden offenbar auch Galeriewälder und andere Vegetationsformen entlang von Flussläufen in großen Teilen des Verbreitungsgebiets bevorzugt. In urbaner Umgebung nutzt der Fledermausadler aber auch Straßenlaternen oder Gleisbeleuchtungen als Anziehungspunkt für Fledermäuse. Fledermausquartiere in Form von Höhlen, stillgelegten Minenschächten, Gebäuden oder Affenbrotbäumen sind in einer Vielzahl von Habitaten zu finden und schränken das Spektrum der möglichen Lebensräume dadurch nur gering ein. Nachgewiesen wurde die Art bis auf Meereshöhen von 2000 m.

## Lebensweise

### Jagd und Ernährung

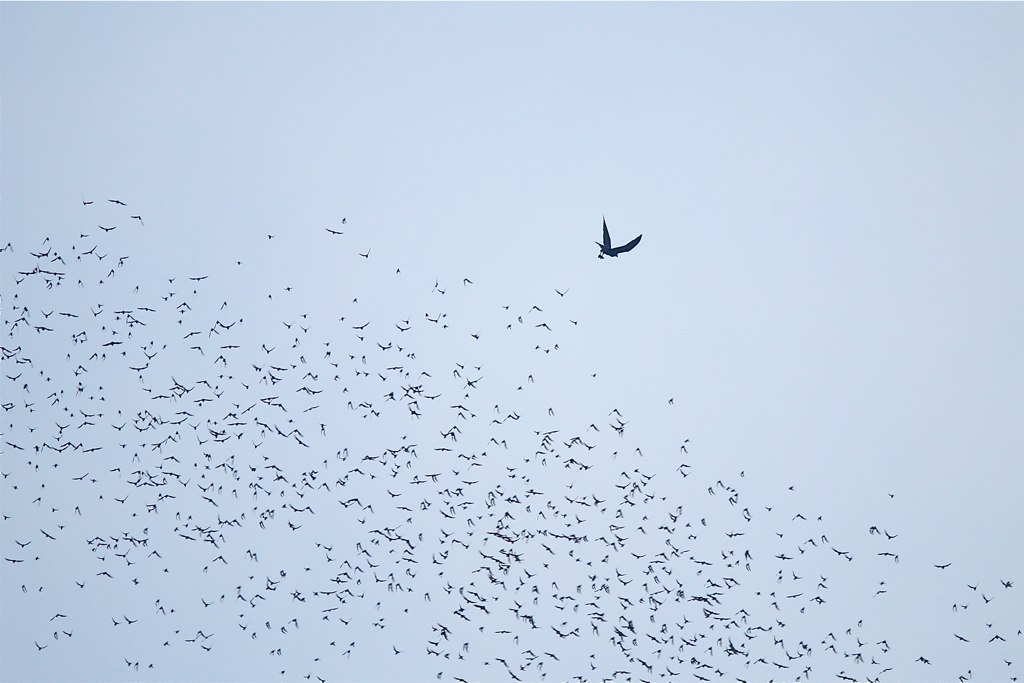
Üblicherweise attackiert der Fledermausadler schwärmende Fledermauskolonien.

Tagsüber verweilt der Fledermausadler in aufrechter Schlafstellung im Geäst von Bäumen am Waldrand oder im Nest, selbst außerhalb der Brutzeit. Dabei hat er die weißen Augenlider geschlossen, möglicherweise dient die Gefiederzeichnung um die Augen dazu, geöffnete Augen zu simulieren und potentielle Fressfeinde abzuschrecken.
Der Fledermausadler beginnt bei Sonnenuntergang für etwa 20–30 Minuten sein Gefieder zu putzen. Erspäht er ein potentielles Beutetier, bricht er gleich aus seiner Ruheposition zum Jagdflug auf, ansonsten patrouilliert er über Wasserflächen, über denen Fledermäuse nachts Insekten jagen. Die Jagd findet in der Regel in der Abenddämmerung statt, kann sich aber an künstlichen Lichtquellen noch bis in die Nacht und bis zur Morgendämmerung hinziehen. Sobald er ein Beutetier ausgemacht hat, beschleunigt er seinen Flug und stößt dann meist von hinten und oben auf die Beute. Anschließend führt er sie zum Kopf und verschlingt sie noch während des Flugs als Ganzes, was ungefähr 3–8 Sekunden dauert. Ist die Beute zu groß, um sie am Stück zu verschlingen, trägt der Fledermausadler sie zu seiner Warte, um sie dort zu verzehren. Die Erfolgsrate bei der Jagd liegt bei etwa 50 %. Ein großer Teil der gegriffenen Fledermäuse wird wieder fallen gelassen, etwa wenn sie zu groß für ihn sind.

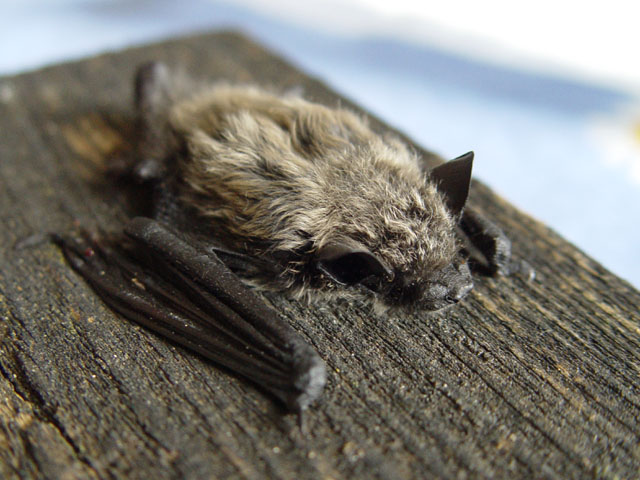
Das Nahrungsspektrum des Fledermausadlers umfasst vorwiegend kleinere Singvögel, Insekten und mittelgroße Fledermäuse, auf Madagaskar etwa die Weißrandfledermaus (Pipistrellus kuhlii).

Der überwiegende Teil der Beute wird innerhalb von 15–30 Minuten nach Sonnenuntergang oder in der Morgendämmerung gefangen. Die Zahl der erbeuteten Fledermäuse liegt dabei zwischen vier und elf, im Schnitt bei sieben Tieren, die im Abstand von ein bis vier Minuten geschlagen werden. In Ausnahmefällen fängt der Fledermausadler aber auch bis zu 17 Fledermäuse. Der Tagesbedarf an Nahrung liegt bei 50–60 g. Die relativ kurze Jagddauer und der schnelle Verzehr der Beute sind wahrscheinlich auf das schnelle Schwinden des Tageslichts zurückzuführen, auf das der Vogel bei der Nahrungssuche angewiesen ist. Zwar stellen Fledermäuse einen Großteil der Nahrung, je nach Verfügbarkeit schlägt der Fledermausadler aber auch Insekten und kleinere Singvögel wie Uferschwalben, Salanganen der Gattungen Collocalia und Aerodramus, Nachtschwalben und andere nacht- und dämmerungsaktive Vögel, die hinsichtlich Größe und Lebensraum Fledermäusen gleichen. Die Beute hat in der Regel ein Gewicht von 20–75 g und umfasst Tiere bis zur Größe eines Smaragdkuckucks (Chrysococcyx cupreus).
Die Beutewahl erfolgt weitgehend opportunistisch; Fledermausadler bevorzugen offenbar keine bestimmte Art, sondern nutzen ein breites Spektrum von Fledermäusen, Vögeln und Insekten.

### Sozialverhalten
Fledermausadler werden abseits des Nests meist einzeln beobachtet. Gelegentlich machen aber auch Paare oder Familien aus einem Jungen und dem Elternpaar gemeinsam Jagd auf Fledermausschwärme.

### Paarung
Balzflüge stellen die einzige nennenswerte Aktivität der Vögel am Tag dar. Während des Balzflugs kreisen Vögel beiderlei Geschlechts etwa in Baumhöhe oder tiefer, begleitet von hohen, schrillen Rufen. Bisweilen rollt sich das Weibchen auf den Rücken, sodass sich die Krallen beider Vögel im Vorbeiflug berühren. Zudem vollführt das balzende Paar Saltos, schnelle Jagdmanöver oder Rollen und stößt durch das Geäst des Nistbaumes. Das Männchen stürzt dabei gelegentlich fast senkrecht aus Höhen von bis zu 300 m herab. Oftmals bricht das Weibchen im Flug mit den Krallen kleinere Äste aus dem Nistbaum, an denen es dann knabbert und die es eine Weile im Flug und auf der Warte mit sich trägt, bevor es sie wieder fallen lässt. Auch das Männchen vollführt diese ritualisierte Suche nach Nistmaterial, lässt aber die Zweige sehr schnell wieder fallen. Die Paarung wird vom Weibchen eingeleitet, indem es sich neben dem ruhenden Männchen niederlässt. Die anschließende Kopulation dauert etwa 15 Sekunden.

### Brut

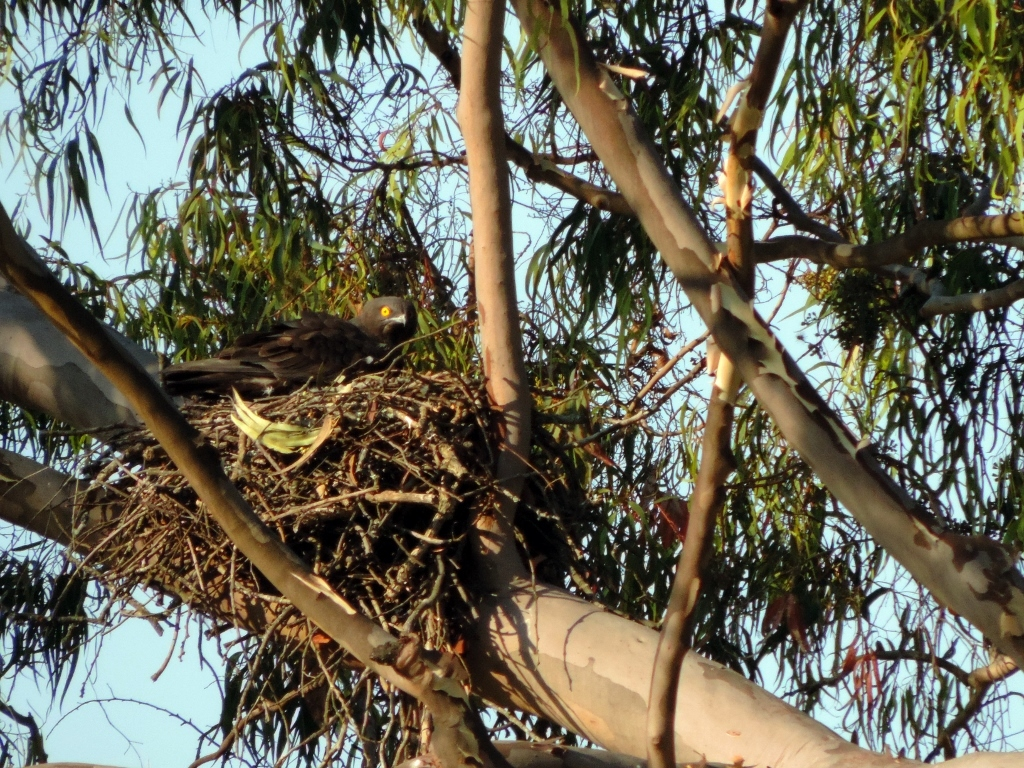
Fledermausaar auf dem Nest

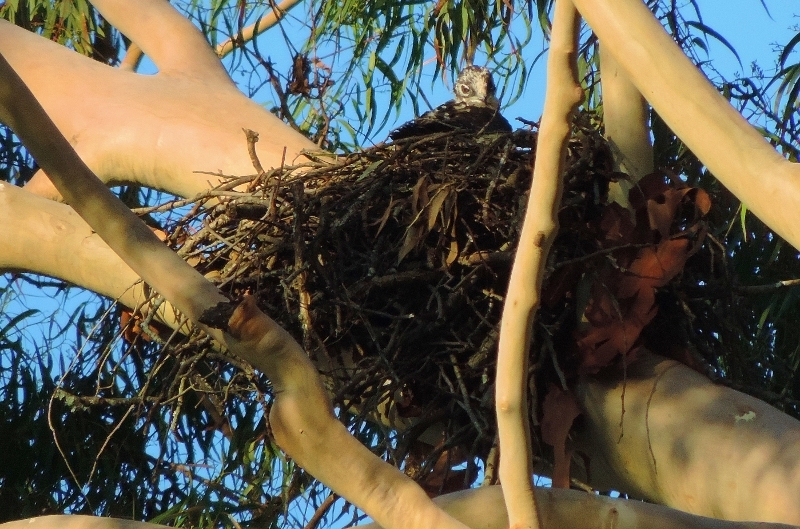
Nestling im Nest

Die Brutzeit liegt in Südostasien zwischen April und September. Im westlichen Afrika brütet der Fledermausadler zwischen März und Juni sowie von Oktober bis Januar. In Ostafrika liegt die Brutzeit zwischen April und August. Mit abnehmender geographischer Breite findet sie tendenziell später im Jahr statt: Die Hauptbrutsaison im südlichen Afrika liegt zwischen September und Dezember. Beobachtet wurden allerdings auch schon Bruten in Abständen von 10 bis 11 Monaten bei einem Brutpaar aus Simbabwe, das ergiebige Nahrungsquellen nutzen konnte. Dies lässt vermuten, dass die Brutzeiten des Fledermausadlers weniger mit der Jahreszeit als vielmehr mit dem Nahrungsangebot zusammenhängen. Dabei spielt einerseits die Wurfzeit der Mehrzahl der Fledermäuse eine Rolle, da trächtige und säugende Weibchen und die Jungtiere für den Fledermausadler leicht zu erbeuten sind und eine ergiebige Nahrungsquelle darstellen. Andererseits legen Fledermausadler auch häufig vor Beginn der Regenzeit, um das höhere Aufkommen von Insekten und damit auch von Fledermäusen zu nutzen.
Das Nest wird in 30 bis 50 Tagen von Männchen und Weibchen gebaut, wobei das Männchen die meiste Arbeit verrichtet. Es besteht aus dicken Ästen und wird mit kleineren, abgebrochenen Zweigen, manchmal auch mit grünen Blättern ausgelegt. Das Nest misst 50–100 cm im Durchmesser, 30–50 cm in der Tiefe und wird in Zwieseln oder auf äußeren Seitenästen in 10–60 m Höhe gebaut. Oft wird ein Baum mit heller Rinde (etwa Khaya ssp.) als Nestbaum gewählt, was mit einer besseren Sichtbarkeit in der Dämmerung zusammenhängen könnte. Gelegentlich werden auch Bäume innerhalb von Ortschaften zum Nisten genutzt. Im südlichen Afrika wird eine große Zahl von Nestern auf der Nordseite der Kronen gebaut. Dies wird einerseits mit dem abendlichen Sonnenstand zu erklären versucht, bei dem Fledermäuse in der Nord-Süd-Achse leichter zu erspähen sind. Andererseits weisen einige Autoren auch auf die jahreszeitlichen Vorteile eines nach Norden ausgerichteten Nests hin, das im heißen Sommer mehr Schatten bietet. Brutpartner bleiben oft jahrelang treu und besetzen das gleiche Nest und Territorium über mehrere Jahre hinweg.
Das Gelege umfasst in der Regel ein Ei, in urbaner Umgebung auch öfter zwei Eier von heller, grünblauer oder violetter Färbung und bisweilen braunen Sprenkeln, die etwa 61–65 × 45–47 mm messen. Die Bebrütung übernehmen Männchen und Weibchen zu gleichen Teilen, an der Fütterung der Nestlinge ist das Männchen in geringerem Maß beteiligt. Die Nestlinge schlüpfen nach etwa 50 Tagen und fliegen nach rund 70 Tagen aus, was mit insgesamt 120 Tagen von der Eiablage bis zum Ausfliegen für einen Greifvogel vergleichsweise lang ist. Nach dem Ausfliegen sind die Jungvögel noch 60–80 Tage von den Eltern abhängig.
Schlägt eine Brut in einem frühen Stadium fehl, wird erneut ein Ei gelegt. Es wurden aber auch Ersatzbruten nach dem Tod eines Nestlings und gleichzeitig hohem Nahrungsaufkommen beobachtet. Ein Paar in Simbabwe zog im Schnitt 0,7 Junge pro Brut auf, die Erfolgsrate im gesamten Afrika liegt bei etwa 0,8 Jungen pro Brut. Diese niedrige Reproduktionsrate ist neben der geringen Größe des Geleges und den Verlusten durch Nesträuber auch der mangelnden Stabilität des Nests geschuldet, das bei Wind leicht kollabieren kann.

## Taxonomie und Forschungsgeschichte
Der wissenschaftliche Name des Fledermausadlers sorgte für mehrere Jahrzehnte für Verwirrung. 1850 wurde die Art von Charles Lucien Bonaparte unter dem Namen Macheiramphus alcinus aufgestellt. Ein Jahr darauf beschrieb Gerardus Frederik Westerman die gleiche Art als Machaeramphus alcinus. Da Westermans Beschreibung später fälschlicherweise auf 1848 vordatiert wurde, galt Machaeramphus bis zur Mitte des 20. Jahrhunderts als gültiger Name der Gattung. Erst Herbert Girton Deignan wies 1960 auf diesen Irrtum hin. Daraufhin wurde Macheiramphus zum gebräuchlichen Gattungsnamen. Zwar verwarf Dean Amadon Bonapartes Namen mit dem Hinweis, es handle sich um ein nomen oblitum, also einen vergessenen Namen, der nicht um der Nomenklatur willen wiederbelebt werden sollte. Da der Gebrauch von Bonapartes Benennung jedoch seit den 1960er Jahren zunahm und außerdem Priorität hatte, konnte Amadon sich nicht durchsetzen.

### Äußere Systematik
Als einziger Angehöriger der Gattung Macheiramphus war die Stellung des Fledermausadlers innerhalb der Habichtartigen lange Zeit umstritten, da er im Körperbau deutliche Unterschiede zu anderen Gattungen zeigt. In den klassischen Systematiken Peters’ von 1931 sowie Amadons und Bulls von 1988 wurde er zusammen mit den Gleitaaren (Elanus) und dem Schwalbenschwanzaar (Chelictinia riocourii) in die Unterfamilie der Gleitaare (Elaninae) gestellt. Knochenmorphologische Untersuchungen und Untersuchungen der mitochondrialen und nukleären DNA ergaben jedoch, dass der Fledermausadler das Schwestertaxon der Harpyie (Harpia harpyja), des Papuaadlers (Harpyopsis novaeguinae) und des Würgadlers (Morphnus guianensis) darstellt und somit basal in der Gruppe der Harpienverwandten steht. Der hier dargestellte Stammbaum folgt einer DNA-Analyse des nukleären Exons RAG-1 aus dem Jahr 2007.
|  | Papuaadler (Harpyopsis novaeguineae)                                                         |
|  |                                                                                              |
|  | \| \| Harpyie (Harpia harpyja) \| \| \| \| \| \| Würgadler (Morphnus guianensis) \| \| \| \| |
|  |                                                                                              |
|  | Harpyie (Harpia harpyja)                                                                     |
|  |                                                                                              |
|  | Würgadler (Morphnus guianensis)                                                              |
|  |                                                                                              |

|  | Harpyie (Harpia harpyja)        |
|  |                                 |
|  | Würgadler (Morphnus guianensis) |
|  |                                 |

|  | Papuaadler (Harpyopsis novaeguineae)                                                         |
|  |                                                                                              |
|  | \| \| Harpyie (Harpia harpyja) \| \| \| \| \| \| Würgadler (Morphnus guianensis) \| \| \| \| |
|  |                                                                                              |
|  | Harpyie (Harpia harpyja)                                                                     |
|  |                                                                                              |
|  | Würgadler (Morphnus guianensis)                                                              |
|  |                                                                                              |

|  | Harpyie (Harpia harpyja)        |
|  |                                 |
|  | Würgadler (Morphnus guianensis) |
|  |                                 |

### Innere Systematik

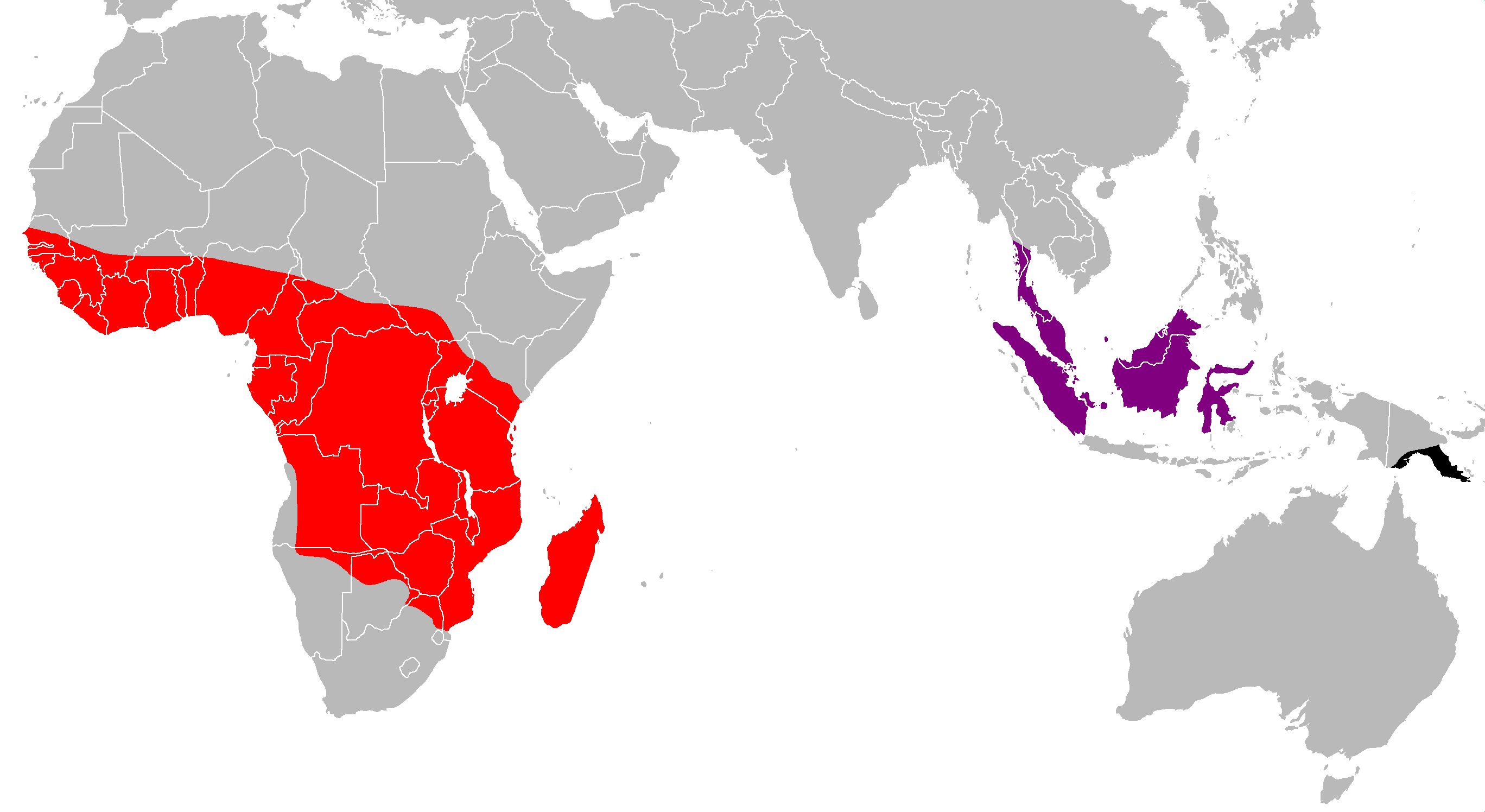
Verbreitungsgebiet der Unterarten:
M. a. alcinus
M. a. andersonii
M. a. papuans

Für den Fledermausadler werden insgesamt drei Unterarten anerkannt:
- M. alcinus alcinus Bonaparte, 1850[27]: Die Nominatform ist auf der Malaiischen Halbinsel, Sumatra, Sulawesi und Borneo beheimatet.
- M. alcinus papuans (Mayr), 1940[28]: Die im Owen-Stanley-Gebirge beheimatete neuguineische Unterart ist kleiner als die Nominatform. Sie zeigt ein weißes Nackenband und eine weißere Unterseite. Ihr Schopf ist weniger stark ausgeprägt.
- M. alcinus anderssoni (Gurney), 1866[29][30]: Die subsaharische Unterart zeigt mit 13 % Größenunterschied einen deutlich stärkeren Geschlechtsdimorphismus als die beiden anderen Unterarten. Sie ist kleiner als M. a. alcinus und M. a. papuans. Schwanzfedern und Handschwingen sind dunkel gebändert, die weiße Färbung der Unterseite variiert sehr stark.

## Fressfeinde und Mortalitätsursachen

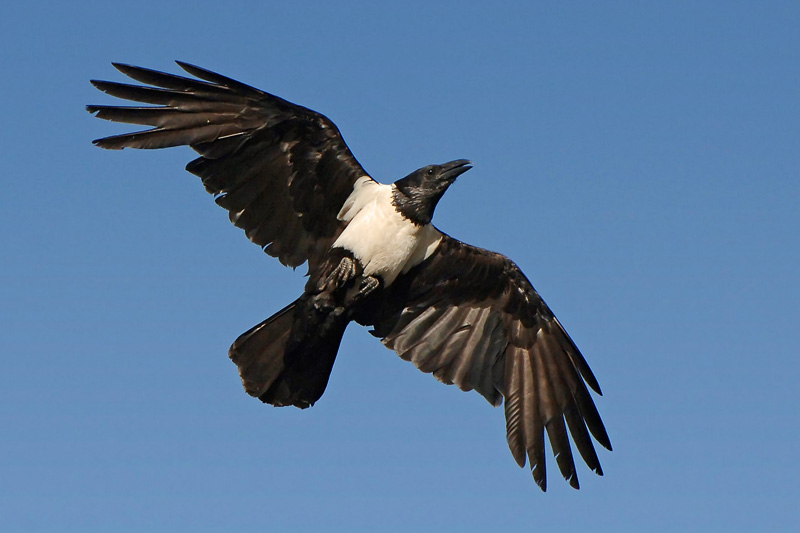
Schildraben zerstören häufig die Gelege des Fledermausadlerrs.

Über Fressfeinde des Fledermausadlers ist nur wenig bekannt. Angriffe auf ausgewachsene Vögel wurden – von lediglich hassenden Vögeln wie Fleckenuhus (Bubo africanus) abgesehen – bislang nicht beobachtet. Allerdings treten Rabenvögel, insbesondere Schild- (Corvus albus) und Geierraben (Corvus albicollis) im südlichen Afrika häufig als Nesträuber auf. Sie fressen Eier und Nestlinge und werden vom Fledermausadler entsprechend oft und aggressiv gehasst. Daneben stellen auch Kollisionen mit Stromleitungen, die nachts noch schlechter zu sehen sind als tagsüber, eine Gefahr für flugfähige Fledermausadler dar. Über Beeinträchtigungen durch DDT ist bislang nichts bekannt, obgleich Fledermäuse empfindlich auf dieses Pestizid reagieren.

## Bestand und Gefährdung
Der Bestand des Fledermausadlers ist aufgrund des großen Verbreitungsgebietes nur schwer zu schätzen. Der Umstand, dass er erst mit Einbruch der Dunkelheit aktiv ist und sich tagsüber zurückzieht, erschwert eine adäquate Schätzung zusätzlich. James Ferguson-Lees und David Christie gehen bei einer hypothetischen Dichte von einem Brutpaar auf 2000 km² von einer zumindest fünfstelligen Zahl von Individuen weltweit aus.
Da der Fledermausadler auf keinen speziellen Habitattyp angewiesen ist, ist er aller Wahrscheinlichkeit nach nicht akut bedroht. Die IUCN führt ihn seit 2004 als least concern (nicht gefährdet), zuvor wurde er bereits unter lower risk (geringe Gefährdung) mit Tendenz zu least concern geführt. Solange ein ausreichender Bestand von Bäumen verbleibt und das Angebot an spezifischer Nahrung – Fledermäuse, Segler und andere nachtaktive Flugtiere – nicht zurückgeht, ist nach Ansicht von James Ferguson-Lees und David Christie nicht davon auszugehen, dass der Fledermausadler gefährdet ist. Zudem erscheint ein kritischer Populationsrückgang weniger wahrscheinlich, weil der Fledermausadler nicht auf eine bestimmte Fledermausart angewiesen ist. Lokal ergeben sich aber durch zunehmende Rabenpopulationen Gefährdungen für die ansässigen Bestände des Fledermausadlers.

## Kulturelle Bedeutung

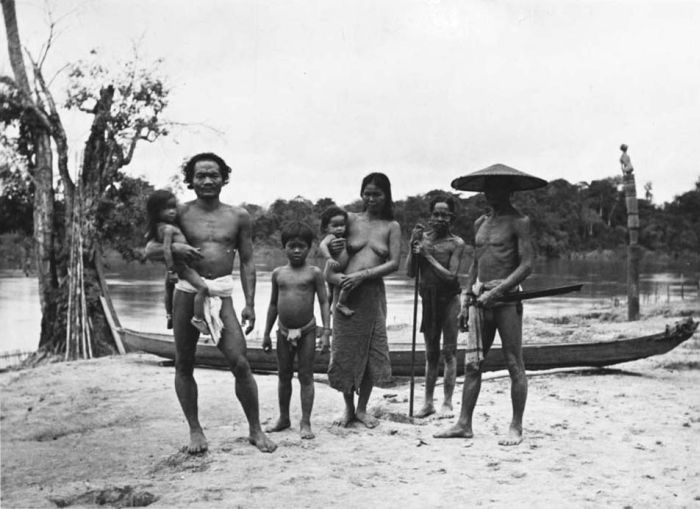
Punan auf Borneo, Aufnahme von ca. 1910. Der Fledermausadler gilt im traditionellen Glauben der Punan als Omentier.

In Indonesien wurden von den Schwalbennestsammlern Abschussprämien für erlegte Fledermausadler gezahlt, da dieser im Ruf stand, die Bestände von Schwarz- und Weißnestsalangane zu dezimieren und so dem einträglichen Geschäft mit deren Nestern zu schaden. Bei den Penan und den Punan auf Borneo gilt der Fledermausadler als Omentier, das traditionell nicht gejagt wurde. Sie versuchen, aus seinem Flug die Zukunft vorherzusagen.